# Kvasiny
Kvasiny är en ort i Tjeckien. Den ligger i den nordöstra delen av landet, 130 km öster om huvudstaden Prag. Kvasiny ligger 349 meter över havet och antalet invånare är 1 349.
Terrängen runt Kvasiny är platt åt sydväst, men åt nordost är den kuperad.Runt Kvasiny är det ganska tätbefolkat, med 72 invånare per kvadratkilometer. Närmaste större samhälle är Rychnov nad Kněžnou, 5,6 km söder om Kvasiny. Omgivningarna runt Kvasiny är en mosaik av jordbruksmark och naturlig växtlighet.